# Skavsko
Skavsko je osada v okrese Kroměříž ve Zlínském kraji. Je součástí města Morkovice-Slížany. Nachází se v Litenčické pahorkatině, jižně od Morkovic-Slížan, asi 20 km jihozápadně od Kroměříže. V roce 2021 zde žilo 24 obyvatel v osmi domech.
Je zde registrováno 13 čísel popisných. Ve Skavsku sídlí komunita Nava Gókula. Severně od Skavska protéká Skavský potok (pravostranný přítok Švábského potoka), nachází se zde rovněž stejnojmenný rybník Skavsko. Severně od osady se nachází osada Amerika.
Skavskem prochází silnice III/43346, která je spojuje s Morkovicemi a Litenčicemi. Jihovýchodně se nachází vrchol Kleštěnec.